# San Martín de Boniches
San Martín de Boniches è un comune spagnolo di 48 abitanti situato nella comunità autonoma di Castiglia-La Mancia.